# Vanitas (Van Hemessen)
Vanitas is een schilderij van Jan Sanders van Hemessen dat hij tussen 1535 en 1540 schilderde. Sinds 1994 maakt het deel uit van de collectie van het Museum voor Schone Kunsten in Rijsel. Voor het werk dat jaar in een openbare verkoop opdook, was het onbekend.

## Voorstelling
Een engel in een rood gewaad draagt een spiegel waarin een schedel wordt weerspiegeld waar hij met de wijsvinger van zijn rechterhand naar wijst met een gebaar dat doet denken aan het werk van Michelangelo.  De vleugels van de engel zijn, zeer ongebruikelijk, gemodelleerd naar een vlinder, de koninginnenpage. Op de achtergrond is een landschap te zien met heuvels, bomen en een kerk.
Het schilderij is naar alle waarschijnlijkheid het linkerdeel van een tweeluik. De schedel in de spiegel laat zien wat de toekomst is van de persoon die op het rechterdeel was afgebeeld. Dit symbool komt op veel  vanitasschilderijen voor. De woorden rond de spiegel, Zie wat alle dingen wegrukt, en op het lint eronder, Zie het einde van kracht, schoonheid en rijkdom, onderstrepen de boodschap. De persoon aan wie dit bericht was gericht, zou een rijke handelaar of bankier kunnen zijn. In de spiegel is achter de schedel een venster te zien met een stapel munten op de vensterbank. 
De kracht, de androgyne schoonheid van de engel en de rijkdom van zijn kleding, symboliseren wat de dood wegneemt. De verwijzing naar de vlinder geeft het schilderij ook een hoopvolle boodschap. Dit dier stond al sinds de oudheid symbool voor metamorfose en onsterfelijkheid en in de Christelijke wereld voor de wederopstanding uit de dood. Het contrast tussen de twee vleugels, een donkere, symbool van de dood, de andere in het volle licht, symbool van onsterfelijkheid, kan ook in deze context gezien worden. 